# Tromsø Idrettslag 2008
Questa voce raccoglie le informazioni riguardanti il Tromsø Idrettslag nelle competizioni ufficiali della stagione 2008.

## Stagione
Il Tromsø chiuse la stagione al 3º posto, centrando così la qualificazione all'Europa League 2009-2010. L'avventura nella Coppa di Norvegia 2008 si chiuse al quarto turno, con l'eliminazione per mano del Vålerenga. I calciatori più utilizzati in stagione furono Helge Haugen e Tommy Knarvik, con 30 presenze ciascuno (26 in campionato e 4 in coppa), mentre Morten Moldskred fu il miglior marcatore con 13 reti (10 in campionato, 3 in coppa).

## Maglie e sponsor
Lo sponsor tecnico per la stagione 2008 fu Puma, mentre lo sponsor ufficiale fu Sparebank. La divisa casalinga fu composta da una maglietta rossa con strisce bianche, pantaloncini e calzettoni bianchi. La divisa da trasferta fu invece di colore blu, con inserti bianchi.
| Casa | Trasferta |

## Rosa
| N. |                                 | Ruolo | Calciatore              |
| -- | ------------------------------- | ----- | ----------------------- |
| 1  | Norvegia (bandiera)             | P     | Knut Borch              |
| 2  | Norvegia (bandiera)             | D     | Thomas Braaten          |
| 3  | Norvegia (bandiera)             | D     | Tore Reginiussen        |
| 4  | Norvegia (bandiera)             | A     | Morten Moldskred        |
| 5  | Norvegia (bandiera)             | D     | Kevin Larsen            |
| 6  | Norvegia (bandiera)             | C     | Helge Haugen            |
| 7  | Finlandia (bandiera)            | D     | Miika Koppinen          |
| 8  | Norvegia (bandiera)             | D     | Thomas Hafstad          |
| 9  | Norvegia (bandiera)             | A     | Rune Lange              |
| 10 | Norvegia (bandiera)             | A     | Sigurd Rushfeldt        |
| 11 | Norvegia (bandiera)             | C     | Ruben Yttergård Jenssen |
| 12 | Bosnia ed Erzegovina (bandiera) | P     | Sead Ramović            |
| 13 | Canada (bandiera)               | P     | Kenny Stamatopoulos     |

| N. |                       | Ruolo | Calciatore         |
| -- | --------------------- | ----- | ------------------ |
| 14 | Norvegia (bandiera)   | C     | Roger Risholt      |
| 15 | Norvegia (bandiera)   | D     | Yngvar Håkonsen    |
| 16 | Norvegia (bandiera)   | D     | Hans Åge Yndestad  |
| 18 | Norvegia (bandiera)   | C     | Tommy Knarvik      |
| 19 | Norvegia (bandiera)   | C     | Martin Knudsen     |
| 20 | Svezia (bandiera)     | C     | Bovar Karim        |
| 21 | Norvegia (bandiera)   | C     | Bjørn Lidin Hansen |
| 22 | Estonia (bandiera)    | C     | Joel Lindpere      |
| 25 | Finlandia (bandiera)  | A     | Keijo Huusko       |
| 26 | Norvegia (bandiera)   | D     | Tom Høgli          |
| 27 | Costa Rica (bandiera) | C     | Douglas Sequeira   |
| 30 | Brasile (bandiera)    | A     | Adriano            |

## Calciomercato

### Sessione invernale(dal 01/01 al 31/03)
| Acquisti | Acquisti            | Acquisti     | Acquisti      |
| R.       | Nome                | da           | Modalità      |
| -------- | ------------------- | ------------ | ------------- |
| P        | Kenny Stamatopoulos | Toronto FC   | fine prestito |
| D        | Kevin Larsen        | Lyn Oslo     | definitivo    |
| D        | Miika Koppinen      | svincolato   |               |
| D        | Jo Nymo Matland     | Tromsdalen   | fine prestito |
| C        | Tommy Knarvik       | Sandefjord   | definitivo    |
| A        | Adriano             | Sandefjord   | definitivo    |
| A        | Keijo Huusko        | Strømsgodset | definitivo    |

| Cessioni | Cessioni         | Cessioni   | Cessioni      |
| R.       | Nome             | a          | Modalità      |
| -------- | ---------------- | ---------- | ------------- |
| D        | Jo Nymo Matland  | Tromsdalen | definitivo    |
| D        | Hans Norbye      | Tromsdalen | prestito      |
| D        | Morten Pedersen  |            | ritiro        |
| D        | Christian Steen  | Molde      | definitivo    |
| C        | Joachim Walltin  |            | ritiro        |
| A        | Stephen Ademolu  | Løv-Ham    | definitivo    |
| A        | Hörður Sveinsson | Silkeborg  | fine prestito |

### Sessione estiva(dal 01/08 al 31/08)
| Acquisti | Acquisti   | Acquisti  | Acquisti   |
| R.       | Nome       | da        | Modalità   |
| -------- | ---------- | --------- | ---------- |
| A        | Rune Lange | Vålerenga | definitivo |

| Cessioni | Cessioni | Cessioni | Cessioni |
| R.       | Nome     | a        | Modalità |
| -------- | -------- | -------- | -------- |

## Risultati

### Eliteserien

#### Girone di andata
| Arbitro: | Helgerud (Lier) |

|                    |           |              |
| Ramović 12’ (aut.) | Marcatori | 79’ Sequeira |

| Arbitro: | Edvartsen (Hamar) |

|                                  |           |  |
| Rushfeldt 68’ (rig.) Knarvik 90’ | Marcatori |  |

| Molde 13 aprile 2008, ore 18:00 3ª giornata | Molde          | 0 – 0 referto | Tromsø | Aker Stadion (7.375 spett.)\| Arbitro: \| Sælen (Bergen) \| |
| Arbitro:                                    | Sælen (Bergen) |               |        |                                                             |

| Arbitro: | Øvrebø (Oslo) |

|  |           |           |
|  | Marcatori | 39’ Fillo |

| Arbitro: | Sælen (Bergen) |

|  |           |              |
|  | Marcatori | 57’ Koppinen |

| Tromsø 3 maggio 2008, ore 19:00 6ª giornata | Tromsø             | 0 – 0 referto | Brann | Alfheim Stadion (7.285 spett.)\| Arbitro: \| Sandmoen (Kjelsås) \| |
| Arbitro:                                    | Sandmoen (Kjelsås) |               |       |                                                                    |

| Arbitro: | Moen (Haugesund) |

|                       |           |  |
| Martins 34’ Olsen 90’ | Marcatori |  |

| Arbitro: | Edvartsen (Hamar) |

|                                     |           |  |
| Sigurðsson 14’ (aut.) Rushfeldt 29’ | Marcatori |  |

| Arbitro: | Helgerud (Lier) |

|  |           |            |
|  | Marcatori | 90’ Larsen |

| Arbitro: | Staberg (Harstad) |

|  |           |           |
|  | Marcatori | 41’ Gashi |

| Arbitro: | Olsen (Trondheim) |

|                            |           |                                               |
| Nannskog 13’ Andersson 52’ | Marcatori | 15’, 43’ Moldskred 28’ Sequeira 54’ Rushfeldt |

| Arbitro: | Hagen (Grue) |

|                             |           |  |
| Rushfeldt 87’ Moldskred 90’ | Marcatori |  |

| Arbitro: | Helgerud (Lier) |

|           |           |                                  |
| Aarøy 90’ | Marcatori | 28’, 80’ Moldskred 90’ Rushfeldt |

#### Girone di ritorno
| Arbitro: | Sandmoen (Kjelsås) |

|                                     |           |             |
| Moldskred 11’ Yttergård Jenssen 83’ | Marcatori | 8’ Karekezi |

| Oslo 28 luglio 2008, ore 19:00 15ª giornata | Vålerenga         | 0 – 0 referto | Tromsø | Ullevaal Stadion (14.640 spett.)\| Arbitro: \| Edvartsen (Hamar) \| |
| Arbitro:                                    | Edvartsen (Hamar) |               |        |                                                                     |

| Arbitro: | Øvrebø (Oslo) |

|                                     |           |  |
| Moldskred 30’, 86’ Adriano 33’, 45’ | Marcatori |  |

| Arbitro: | Edvartsen (Hamar) |

|                                |           |  |
| Ramberg 57’ Wehrman 75’ (rig.) | Marcatori |  |

| Arbitro: | Alseth (Stjørdal) |

|                       |           |  |
| Yttergård Jenssen 66’ | Marcatori |  |

| Arbitro: | Hagen (Grue) |

|                                |           |                                       |
| Holmen 14’, 60’ Sokolowski 32’ | Marcatori | 34’ Sequeira 64’ Haugen 90’ Moldskred |

| Tromsø 13 settembre 2008, ore 19:00 20ª giornata | Tromsø         | 0 – 0 referto | Bodø/Glimt | Alfheim Stadion (7.456 spett.)\| Arbitro: \| Hauge (Bergen) \| |
| Arbitro:                                         | Hauge (Bergen) |               |            |                                                                |

| Arbitro: | Johnsen (Tønsberg) |

|            |           |                          |
| George 18’ | Marcatori | 43’ Knarvik 77’ Koppinen |

| Arbitro: | Sælen (Bergen) |

|  |           |           |
|  | Marcatori | 55’ Kippe |

| Arbitro: | Olsen (Kristiansand) |

|                               |           |                      |
| Stokholm 55’ (rig.) Nisja 70’ | Marcatori | 90’ (rig.) Rushfeldt |

| Arbitro: | Hauge (Bergen) |

|                                                         |           |                                 |
| Rushfeldt 39’, 60’ Berg Hestad 54’ (aut.) Moldskred 66’ | Marcatori | 25’, 57’, 73’ P. Diouf 87’ Mota |

| Arbitro: | Olsen (Kristiansand) |

|                      |           |             |
| Bjarnason 80’ (rig.) | Marcatori | 68’ Knarvik |

| Arbitro: | Sælen (Bergen) |

|             |           |  |
| Knarvik 10’ | Marcatori |  |

### Coppa di Norvegia
| 12 maggio 2008, ore 18:00 Primo turno                              | Skjervøy  | 0 – 2 referto                    | Tromsø | (650 spett.) |
| \| \| \| \| \| \| Marcatori \| 28’ Yttergård Jenssen 59’ Larsen \| |           |                                  |        |              |
|                                                                    |           |                                  |        |              |
|                                                                    | Marcatori | 28’ Yttergård Jenssen 59’ Larsen |        |              |

| Arbitro: | Sørensen |

|                         |           |                                                          |
| Bertelsen 22’ Sokki 72’ | Marcatori | 42’ Adriano 43’, 90’ Rushfeldt 45’ Knarvik 89’ Moldskred |

| Arbitro: | Alseth (Stjørdal) |

|  |           |                                 |
|  | Marcatori | 5’, 90’ Moldskred 43’ Rushfeldt |

| Arbitro: | Olsen (Kristiansand) |

|  |           |                           |
|  | Marcatori | 97’ Zajić 118’ Abdellaoue |

## Statistiche

### Statistiche di squadra
| Competizione      | Punti | In casa | In casa | In casa | In casa | In casa | In casa | In trasferta | In trasferta | In trasferta | In trasferta | In trasferta | In trasferta | Totale | Totale | Totale | Totale | Totale | Totale | DR  |
| Competizione      | Punti | G       | V       | N       | P       | Gf      | Gs      | G            | V            | N            | P            | Gf           | Gs           | G      | V      | N      | P      | Gf     | Gs     | DR  |
| ----------------- | ----- | ------- | ------- | ------- | ------- | ------- | ------- | ------------ | ------------ | ------------ | ------------ | ------------ | ------------ | ------ | ------ | ------ | ------ | ------ | ------ | --- |
| Eliteserien       | 44    | 13      | 7       | 3       | 3       | 18      | 8       | 13           | 5            | 5            | 3            | 18           | 15           | 26     | 12     | 8      | 6      | 36     | 23     | +13 |
| Coppa di Norvegia | -     | 1       | 0       | 0       | 1       | 0       | 2       | 3            | 3            | 0            | 0            | 10           | 2            | 4      | 3      | 0      | 1      | 10     | 4      | +6  |
| Totale            | -     | 14      | 7       | 3       | 4       | 18      | 10      | 16           | 8            | 5            | 3            | 28           | 17           | 30     | 15     | 8      | 7      | 46     | 27     | +19 |

### Statistiche dei giocatori
| Giocatore            | Eliteserien | Eliteserien | Eliteserien | Eliteserien | Coppa di Norvegia | Coppa di Norvegia | Coppa di Norvegia | Coppa di Norvegia | Totale   | Totale | Totale      | Totale     |
| Giocatore            | Presenze    | Reti        | Ammonizioni | Espulsioni  | Presenze          | Reti              | Ammonizioni       | Espulsioni        | Presenze | Reti   | Ammonizioni | Espulsioni |
| -------------------- | ----------- | ----------- | ----------- | ----------- | ----------------- | ----------------- | ----------------- | ----------------- | -------- | ------ | ----------- | ---------- |
| Adriano              | 22          | 2           | 1           | 0           | 2                 | 1                 | 0                 | 0                 | 24       | 3      | 1           | 0          |
| K. Borch             | 0           | 0           | 0           | 0           | 0                 | 0                 | 0                 | 0                 | 0        | 0      | 0           | 0          |
| T. Braaten           | 0           | 0           | 0           | 0           | 1                 | 0                 | 0                 | 0                 | 1        | 0      | 0           | 0          |
| T. Hafstad           | 0           | 0           | 0           | 0           | 0                 | 0                 | 0                 | 0                 | 0        | 0      | 0           | 0          |
| Y. Håkonsen          | 1           | 0           | 0           | 0           | 0                 | 0                 | 0                 | 0                 | 1        | 0      | 0           | 0          |
| B. Hansen            | 1           | 0           | 0           | 0           | 1                 | 0                 | 0                 | 0                 | 2        | 0      | 0           | 0          |
| H. Haugen            | 26          | 1           | 3           | 0           | 4                 | 0                 | 0                 | 0                 | 30       | 1      | 3           | 0          |
| K. Huusko            | 3           | 0           | 1           | 0           | 0                 | 0                 | 0                 | 0                 | 3        | 0      | 1           | 0          |
| B. Karim             | 1           | 0           | 0           | 0           | 1                 | 0                 | 0                 | 0                 | 2        | 0      | 0           | 0          |
| T. Knarvik           | 26          | 4           | 2           | 0           | 4                 | 1                 | 0                 | 0                 | 30       | 5      | 2           | 0          |
| M. Knudsen           | 13          | 0           | 3           | 0           | 2                 | 0                 | 0                 | 0                 | 15       | 0      | 3           | 0          |
| M. Koppinen          | 20          | 2           | 1           | 1           | 3                 | 0                 | 0                 | 0                 | 23       | 2      | 1           | 1          |
| R. Lange             | 3           | 0           | 0           | 0           | 0                 | 0                 | 0                 | 0                 | 3        | 0      | 0           | 0          |
| K. Larsen            | 22          | 2           | 5           | 0           | 3                 | 1                 | 0                 | 0                 | 25       | 3      | 5           | 0          |
| J. Lindpere          | 24          | 0           | 1           | 0           | 2                 | 0                 | 0                 | 0                 | 26       | 0      | 1           | 0          |
| M. Moldskred         | 21          | 10          | 0           | 0           | 4                 | 3                 | 0                 | 0                 | 25       | 13     | 0           | 0          |
| S. Ramović           | 25          | 0           | 2           | 0           | 2                 | 0                 | 0                 | 0                 | 27       | 0      | 2           | 0          |
| T. Reginiussen       | 23          | 0           | 2           | 0           | 4                 | 0                 | 0                 | 0                 | 27       | 0      | 2           | 0          |
| R. Risholt           | 12          | 0           | 2           | 0           | 4                 | 0                 | 0                 | 0                 | 16       | 0      | 2           | 0          |
| S. Rushfeldt         | 22          | 8           | 2           | 0           | 3                 | 3                 | 1                 | 0                 | 25       | 11     | 3           | 0          |
| D. Sequeira          | 25          | 3           | 4           | 0           | 4                 | 0                 | 1                 | 0                 | 29       | 3      | 5           | 0          |
| K. Stamatopoulos     | 3           | 0           | 1           | 0           | 2                 | 0                 | 0                 | 0                 | 5        | 0      | 1           | 0          |
| H. Yndestad          | 23          | 0           | 4           | 0           | 2                 | 0                 | 0                 | 0                 | 25       | 0      | 4           | 0          |
| R. Yttergård Jenssen | 20          | 2           | 2           | 0           | 4                 | 1                 | 0                 | 0                 | 24       | 3      | 2           | 0          |